# 安德里伊夫卡 (貝雷贊卡市鎮)
46°52′47″N 31°22′42″E / 46.87972°N 31.37833°E
安德里伊夫卡（烏克蘭語：Андріївка）是位於烏克蘭南部尼古拉耶夫州尼古拉耶夫區貝雷贊卡市鎮的村莊，面積0.27平方公里，海拔高度6米，2001年該城鎮人口146。